# Асен Кожухаров (ветеринарен лекар)
Вижте пояснителната страница за други личности с името Асен Кожухаров.
Асен Кожухаров е български общественик.

## Биография
Роден е през 1903 г. в град Чирпан. Завършва ветеринарна медицина. По-късно се заселва в Пловдив. Там става директор на Ветеринарната служба. От 1937 г. влиза в редакционната колегия на в. „Пловдивски общински вестник“. В периода 1935 – 1940 г. е председател на Българо-съветското дружество в Пловдив. Кмет е на град Пловдив между 9 септември 1944 и 22 март 1945 г. След края на мандата Кожухаров като частен търговец е подведен под отговорност за черноборсаджийство..